# William Luther Pierce
William Luther Pierce III  (Atlanta, 11 de setembro de 1933 - Mill Point, 23 de julho de 2002) foi um neonazista americano, supremacista branco, autor antissemita e comentarista político. Por mais de trinta anos, ele foi um dos indivíduos de maior perfil do movimento nacionalista branco. Físico de profissão, foi autor dos romances The Turner Diaries e Hunter sob o pseudônimo de Andrew Macdonald. O primeiro inspirou múltiplos crimes de ódio e o atentado de Oklahoma City em 1995. Pierce fundou a Aliança Nacional, uma organização nacionalista branca, que liderou por quase trinta anos.